# 乔治·普尔曼
乔治·莫蒂默·普尔曼 （英語：George Mortimer Pullman，1831年3月3日 – 1897年10月19日) 是一名美国工程师，实业家。他改进了铁路卧铺车厢，并将其发扬光大，建立了普尔曼公司。

## 生平

### 职业生涯
19世纪美国的火车旅行漫长，一开始，过夜火车只是停在车站，乘客们自行前往当地旅店入住，这样的旅行方式效率低下，1839年，宾夕法尼亚州的坎伯兰峡谷铁路首次引入了卧铺车厢。但当时的卧铺難称舒适，床铺跟一块硬木板几乎没有什么区别，也不提供任何寝具和床品。随后在其它铁路线上出现的新方案也同样不甚舒适，甚至还成为寄生虫滋生的温床。

### 遗产
他的女兒哈莉特用繼承的遗产建造了卡羅蘭城堡。該豪宅被列入美國國家史蹟名錄。

## 评价及影响
- 华盛顿州普尔曼因其而命名。